# مسوسوکوس
مسوسوکوس (نام علمی: ') نام یک سرده از راسته رینکوسور است.